# Cambodjaanse frank
De Cambodjaanse frank was de munteenheid van Cambodja tussen 1875 en 1885, het was gelijk aan Franse frank en was ook onderverdeeld in 100 centimes. De frank-munten circuleerde naast de piastre (die gelijk was gesteld aan de Mexicaanse peso) en één piastre was gelijk aan 5,37 frank. De Cambodjaanse frank verving de Cambodjaanse tical en werd in 1885 door de Frans-Indochinese piastre vervangen. Er waren geen bankbiljetten voor de munteenheid geproduceerd.

## Munten
Munten waren uitgegeven in de denominaties van 5 centimes, 10 centimes, 25 centimes, 50 centimes, 1 frank, 2 frank, 4 frank en 1 piastre. De munten van 5 centimes en 10 centimes waren gemaakt van brons en alle overige munten waren van zilver. Alle munten hadden het jaartal 1860 maar waren voornamelijk in 1875 in België geslagen. Elke Cambodjaanse frank-munt droeg het portret van koning Norodom van Cambodja. Rond 1900 waren sommige zilveren munten herslagen met een verminderd gewicht van ongeveer 15%.